# Suresnes
Suresnes és un municipi francès, situat al departament dels Alts del Sena i a la regió de l'Illa de França. L'any 1990 tenia 35.998 habitants.
Forma part del cantó de Nanterre-2 i del districte de Nanterre. I des del 2016, de la divisió Paris Ouest La Défense de la Metròpolis del Gran París.

## Persones il·lustres
La guitarrista Ida Presti va néixer aquí al 31 de maig de 1924. El compositor austríac nacionalitzat francès Sylvio Lazzari morí en aquesta vila. L'organista i professor francès Pierre Pincemaille morí en aquesta vila. L'escriptor Luc Lang hi va néixer el 18 d'octubre de 1956.

## Hospital
- Hospital Foch

## Educació
- SKEMA Business School